# Kevin Orendorz
Kevin Orendorz (* 24. Februar 1995 in Iserlohn) ist ein deutscher Eishockeyspieler, der seit Juli 2025 bei der Düsseldorfer EG aus der DEL2 unter Vertrag steht und dort auf der Position des Flügelstürmers spielt. Zuvor absolvierte Orendorz unter anderem 160 Spiele für die Krefeld Pinguine in der Deutschen Eishockey Liga (DEL). Sein älterer Bruder Dieter Orendorz ist ebenfalls professioneller Eishockeyspieler.

## Karriere

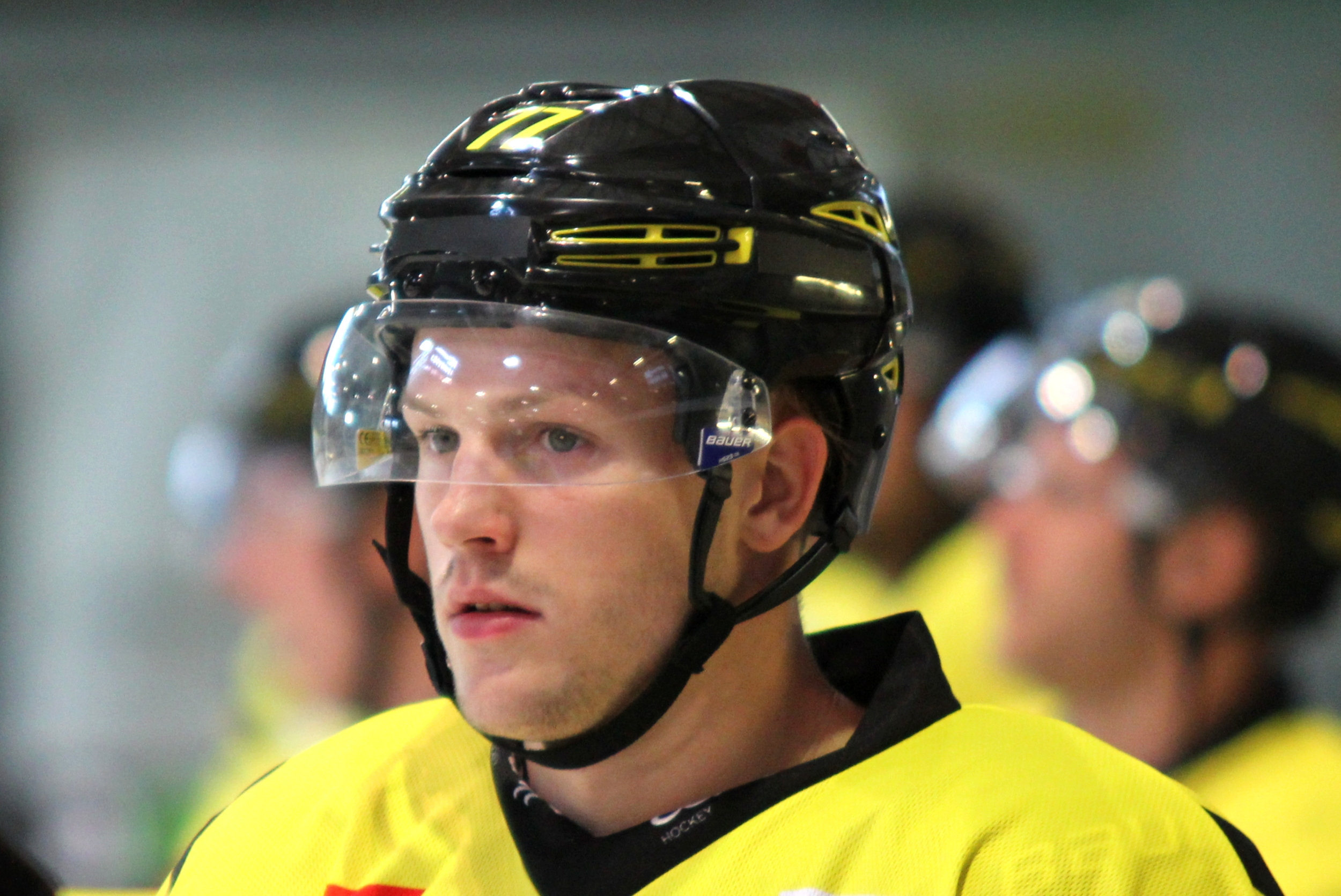
Orendorz im Trikot der Krefeld Pinguine (2016)

Kevin Orendorz begann seine Karriere als Eishockeyspieler in der Nachwuchsabteilung des Iserlohner EC, für den er unter anderem von 2007 bis 2009 in der Schüler-Bundesliga aktiv war. Im Lauf der Saison 2009/10 wechselte der Angreifer in die Nachwuchsabteilung des Krefelder EV 1981, für den er zunächst ebenfalls in der Schüler-Bundesliga antrat. Während der Spielzeit 2010/11 kam er zudem erstmals für die Juniorenmannschaft der Krefelder in der Deutschen Nachwuchsliga (DNL) zum Einsatz. Einen Teil der Saison 2011/12 verbrachte er als Leihspieler für die Hannover Indians in der Jugend-Bundesliga. Gegen Ende der Spielzeit lief er zudem erstmals im Seniorenbereich für die zweite Mannschaft der Krefelder in der drittklassigen Eishockey-Oberliga auf. In der Saison 2012/13 gab der Linksschütze sein Debüt für die Profimannschaft der Krefeld Pinguine in der Deutschen Eishockey Liga (DEL), in der er auf Anhieb Stammspieler wurde. Parallel kam er jedoch weiterhin für die zweite Mannschaft der Krefelder in der Oberliga sowie für deren DNL-Team zum Einsatz.
Ab der Spielzeit 2013/14 stand Orendorz – ausgestattet mit einer Förderlizenz – für zwei Jahre zu großen Teilen im Kader der Füchse Duisburg aus der Oberliga. Das Spieljahr 2015/16 verbrachte der Förderlizenzspieler komplett bei den Fischtown Pinguins Bremerhaven in der DEL2. Zur Saison 2016/17 lief der Flügelspieler wieder für die Krefeld Pinguine auf und war dort bis zum Frühjahr 2018 aktiv. Anschließend verließ er den Verein nach insgesamt neun Jahren, nachdem er keine weitere Vertragsverlängerung erhalten hatte. Zwischen 2018 und 2021 spielte Orendorz für die Hammer Eisbären in der viertklassigen Regionalliga West bzw. nach dem Aufstieg im Jahr 2020 in der drittklassigen Oberliga. Nach den Ausfällen im Spielbetrieb während der COVID-19-Pandemie wechselte er im Sommer 2021 zum Oberligakonkurrenten Herner EV 2007.
Dort empfahl sich der Stürmer mit seinen Leistungen für eine Rückkehr in höhere Spielklassen, sodass er zur Saison 2022/23 einen Vertrag beim EHC Freiburg erhielt. Im Sommer 2023 wechselte er innerhalb der DEL2 zum EC Bad Nauheim. Er blieb dort zwei Spielzeiten, bevor er im Sommer 2025 ins heimische Rheinland zurückkehrte. Dort fand Orendorz im DEL-Absteiger Düsseldorfer EG zur Saison 2025/26 einen neuen Verein in der zweithöchsten Spielklasse.

## Erfolge und Auszeichnungen
- 2016 Aufstieg in die DEL mit den Fischtown Pinguins Bremerhaven
- 2019 Aufstieg in die Oberliga mit den Hammer Eisbären

## Karrierestatistik
Stand: Ende der Saison 2024/25
(Legende zur Spielerstatistik: Sp oder GP = absolvierte Spiele; T oder G = erzielte Tore; V oder A = erzielte Assists; Pkt oder Pts = erzielte Scorerpunkte; SM oder PIM = erhaltene Strafminuten; +/− = Plus/Minus-Bilanz; PP = erzielte Überzahltore; SH = erzielte Unterzahltore; GW = erzielte Siegtore; 1 Play-downs/Relegation; Kursiv: Statistik nicht vollständig)